# Cobham plc
Cobham plc é uma empresa britânica com base em Wimborne Minster, Dorset, Inglaterra. Está na London Stock Exchange no FTSE 250. De acordo com a Defense News, é a 51ª maior empresa de defesa no mundo, e a quinta maior no Reino Unido.